# 今子浦

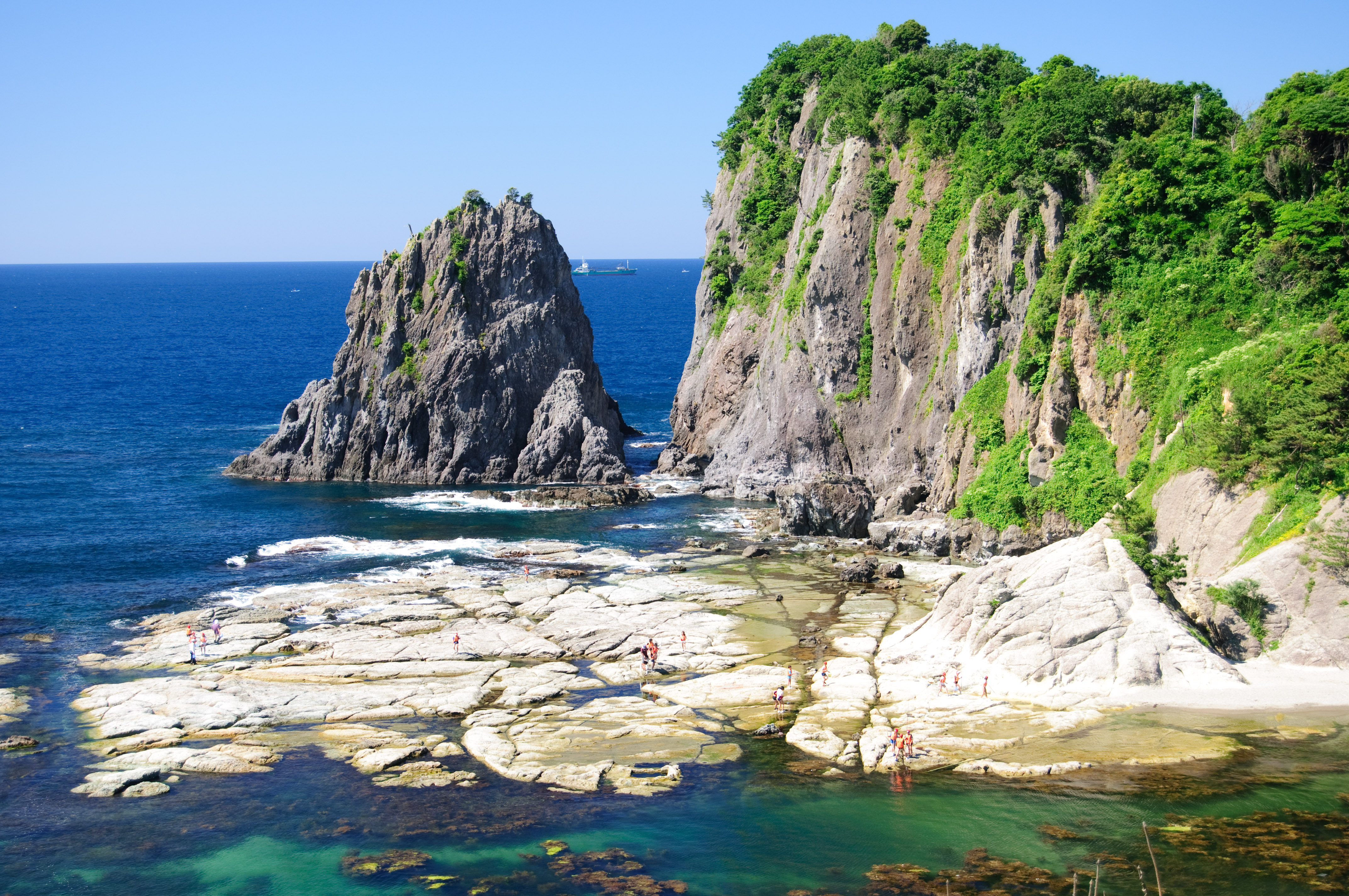
但馬赤壁と千畳敷

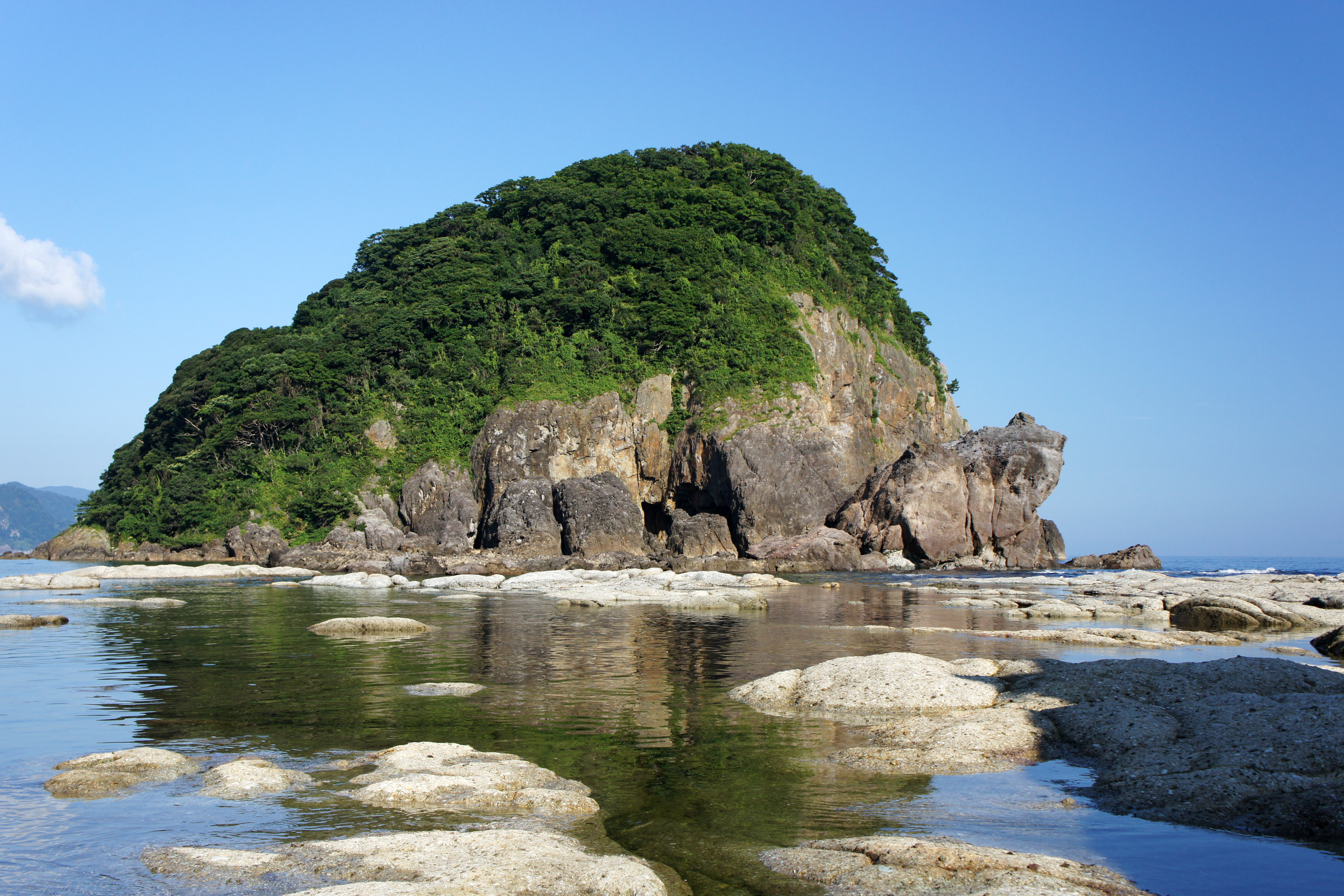
黒島、右にかえる島

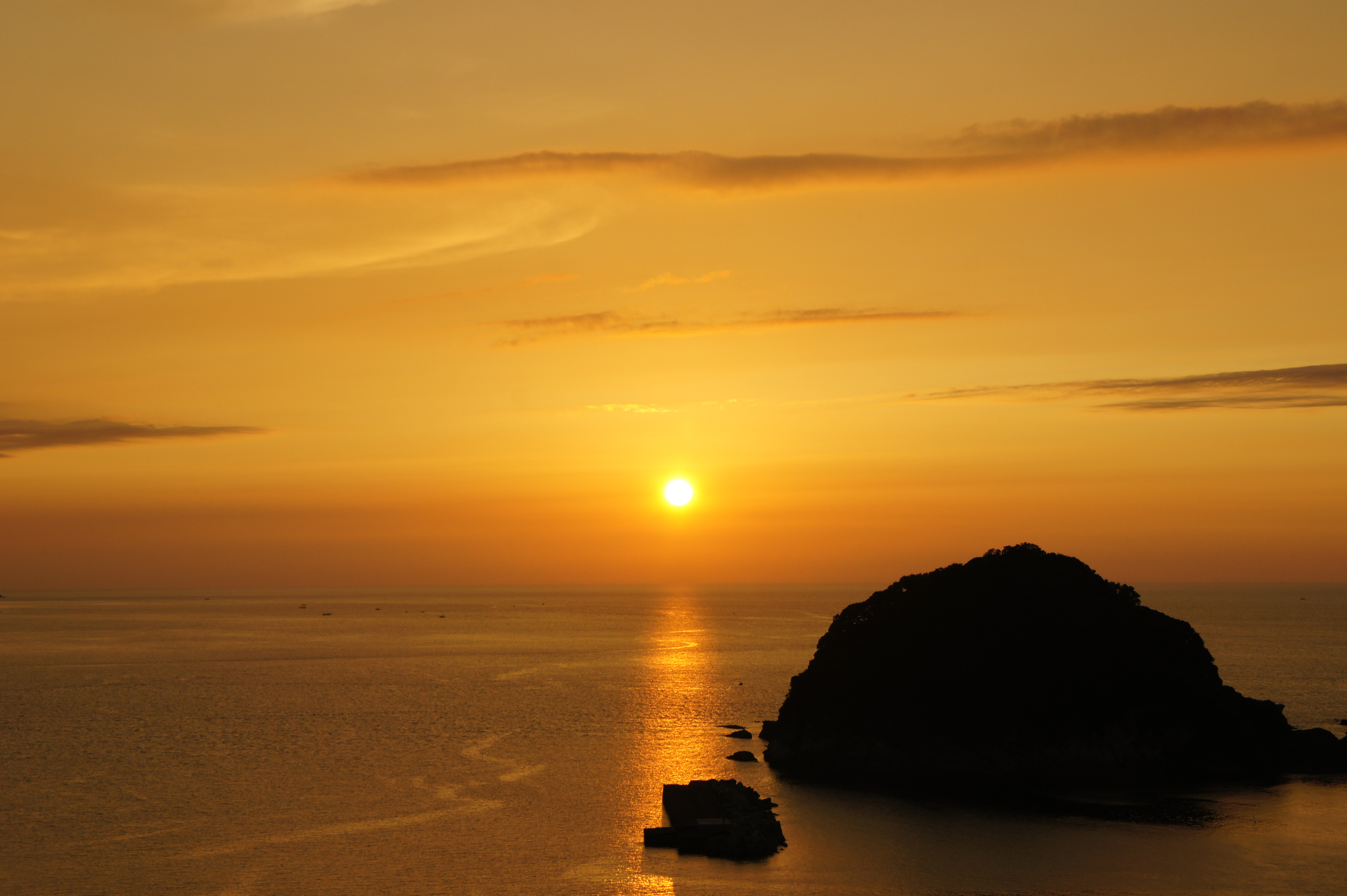
ゆうなぎの丘での夕景

今子浦（いまごうら）は、兵庫県美方郡香美町にある入江。名勝香住海岸を代表する自然景勝地の一つ。今子浜、今子浦海岸とも呼ばれる。山陰海岸国立公園、山陰海岸ジオパークに属す。

## 地形
日本海に面する兵庫県北東部の海岸、香住海岸のほぼ中央、香住港と柴山港の間の半島状地形の西岸に位置する。千畳敷と呼ばれる岩礁と白砂の砂浜が隣り合う入江で、沖には白石島と黒島が浮かぶ。千畳敷沖には「かえる島」という蛙の形をした巨岩があり、この「かえる」と「帰る」をかけて、北前船の船乗りたちは岩に祈願したとされる。

## 利用
江戸時代には柴山港・柴山御番所の出張所である今子浦船番所出張所がおかれるほど入港する船で賑わっていたが、現在は港として利用されておらず、海水浴やキャンプ、スポーツ、自然体験などができるレクリエーションゾーンとなっている。
千畳敷は、2010年公開の映画『ノルウェイの森』の撮影地となった。

## 選定
2005年7月に「日本の夕陽百選」、および「日本夕陽の宿百選」に選定。

## 施設
- 今子浦海水浴場
- 今子浦ファミリーパーク
  - 今子浦ファミリーキャンプ場
  - ユウスゲ公園
  - 夕なぎの公園
  - 芝生展望台
  - ファミリーイン今子浦
- 但馬赤壁
- 香美町立今子浦運動場 - グラウンド、テニスコートなど

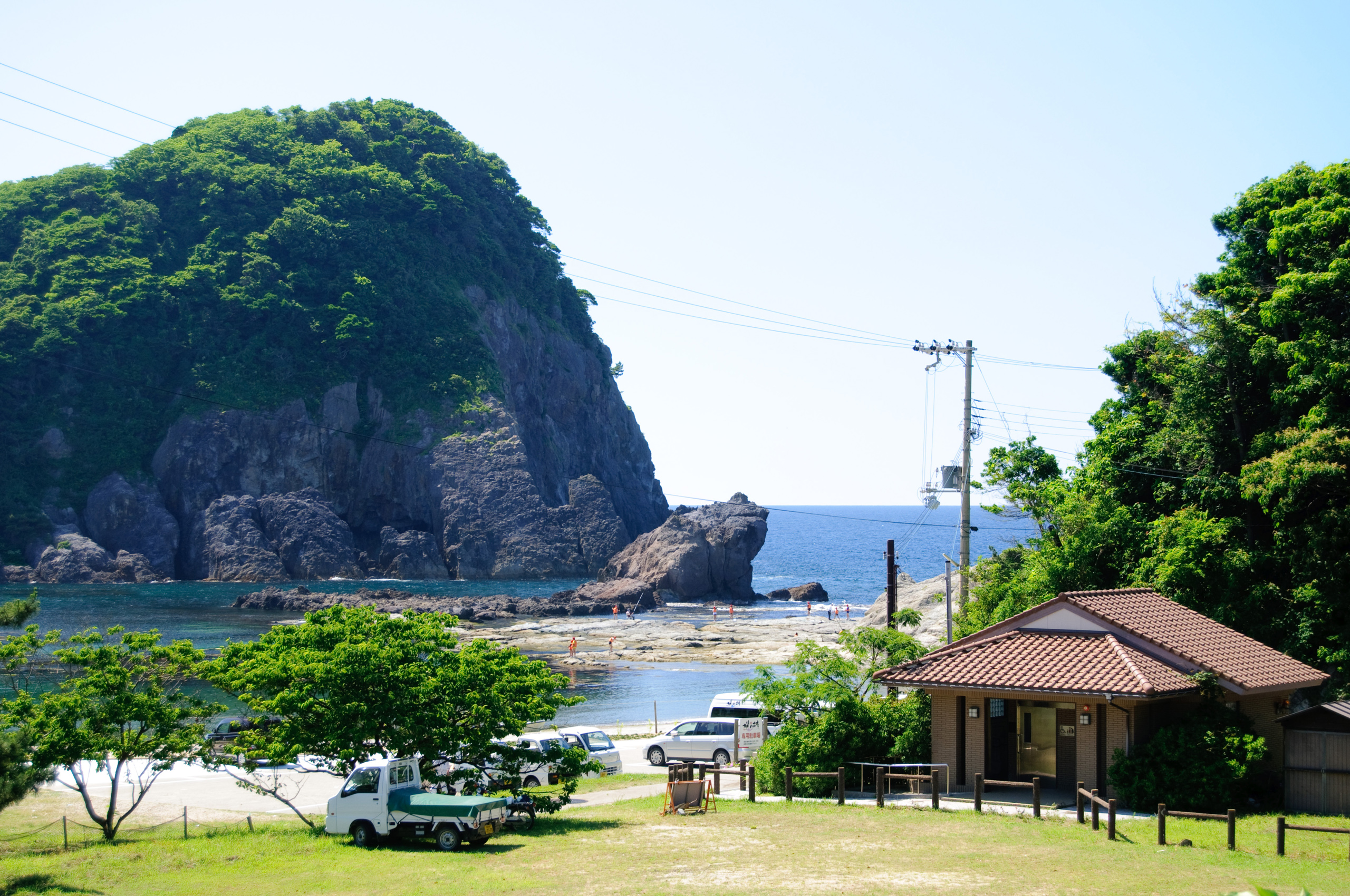
手前から海水浴場、千畳敷、かえる島、黒島
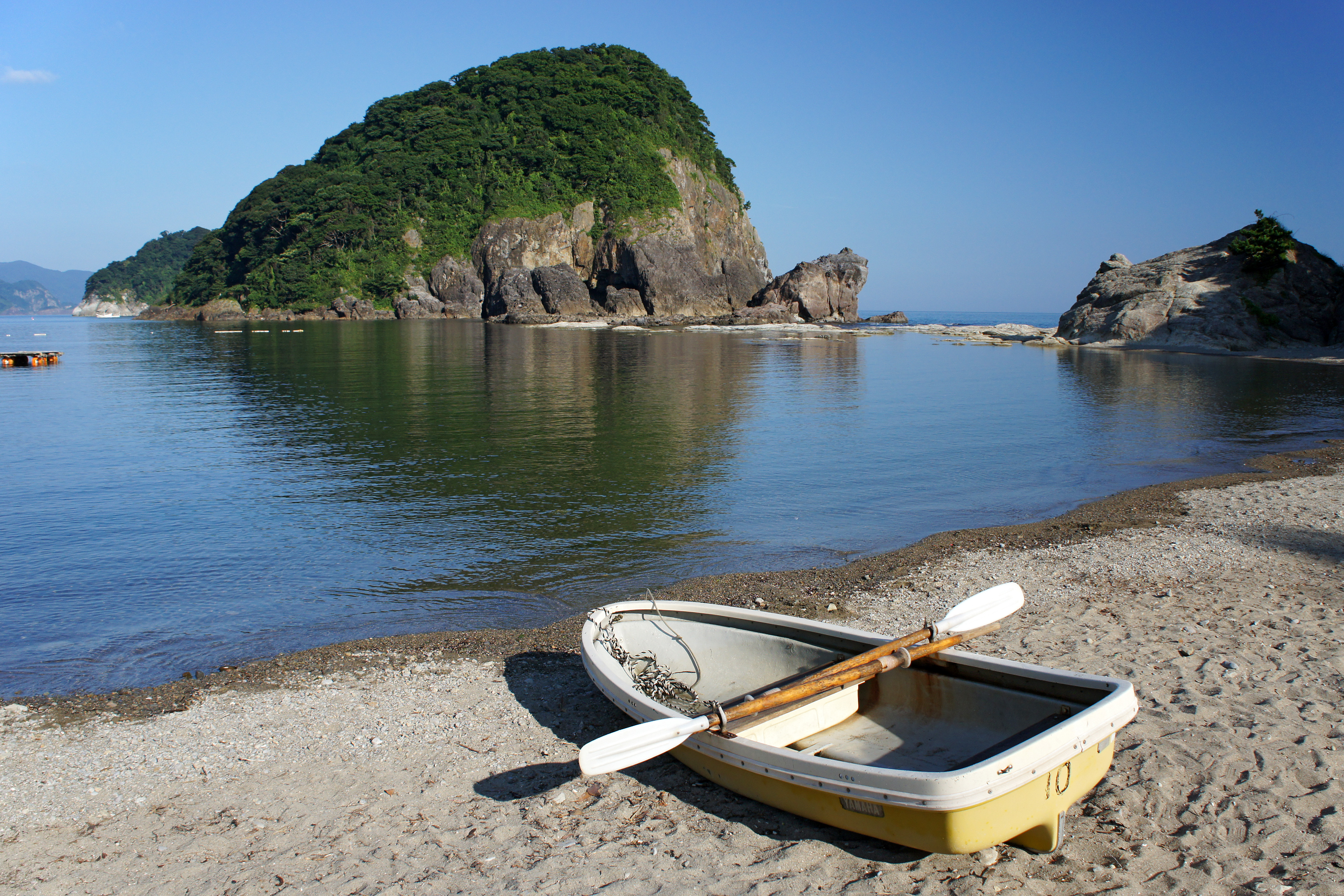
砂浜
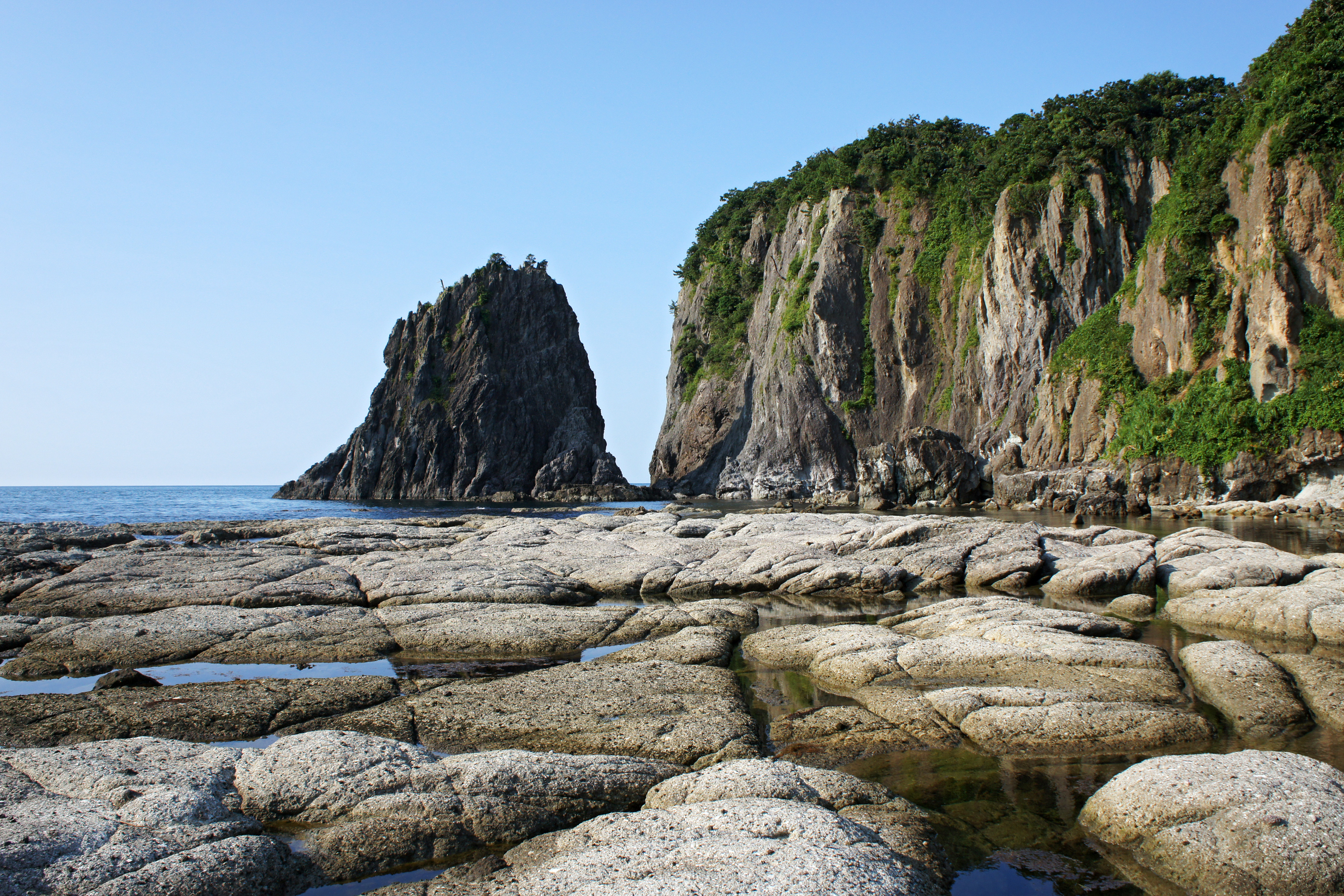
千畳敷
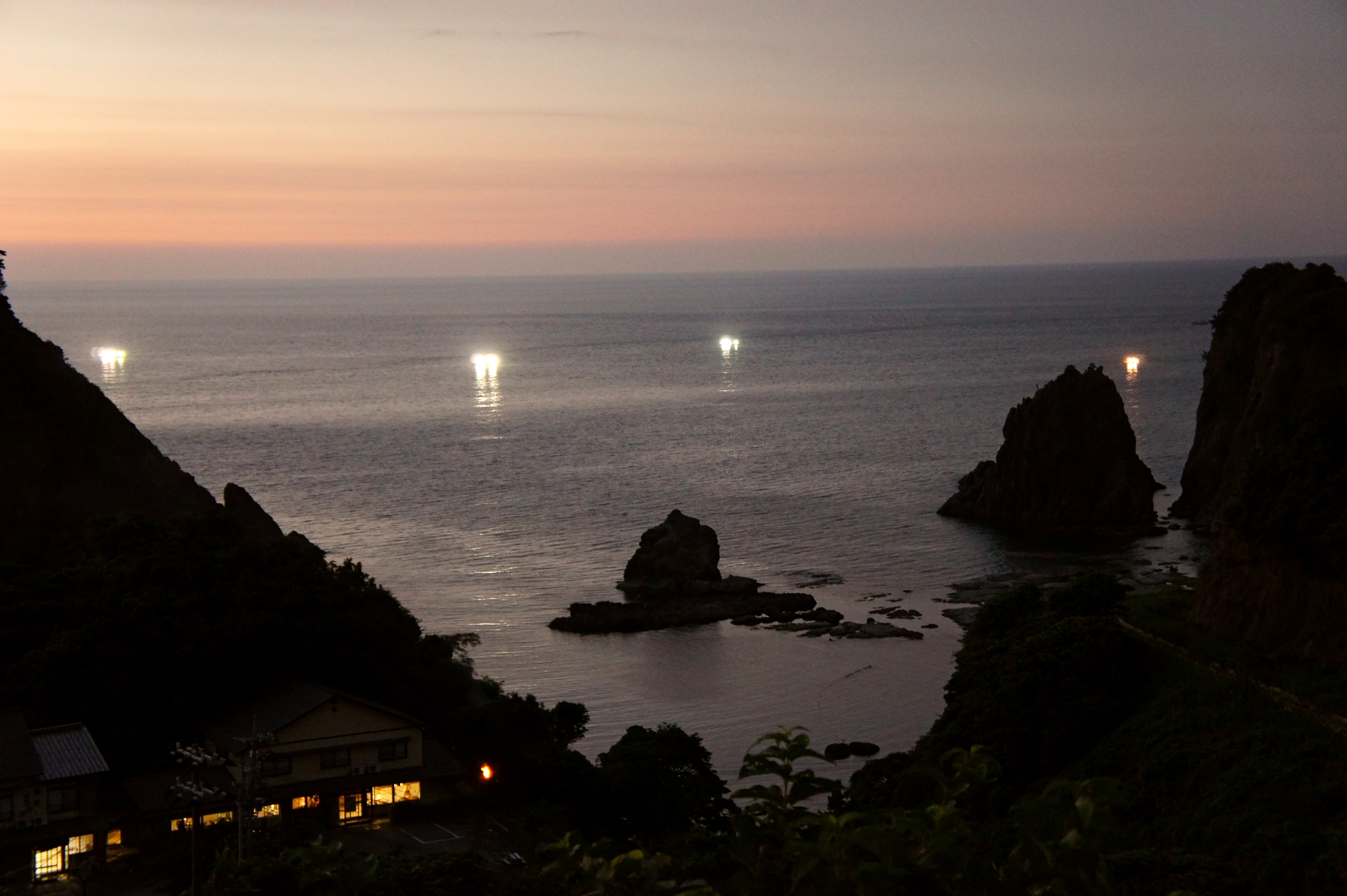
漁火

## 所在地
〒669-6541 兵庫県美方郡香美町香住区境

### 近隣
- 大引きの鼻（徒歩3分）
  - 但馬赤壁
- 黒島
  - 五色洞門

### 交通アクセス
- 山陰本線 香住駅から全但バス「畑」行き乗車、「今子」下車、徒歩2分